# Syscenus springthorpei
Syscenus springthorpei là một loài chân đều trong họ Aegidae. Loài này được Bruce miêu tả khoa học năm 1997.